# Suh Nam-pyo
Suh Nam-pyo (Gyeongju, 22 de abril de 1936) é um engenheiro mecânico coreano. Foi o décimo terceiro reitor da universidade KAIST, de 2006 a 2013, sucessor de Robert Betts Laughlin e sucedido por Sung-Mo Kang.

## Vida
Suh nasceu na Coreia em 22 de abril de 1936. Imigrou para os Estados Unidos em 1954, onde seu pai lecionava na Universidade Harvard. Completou o ensino médio na Browne & Nichols School, estudando em seguida no Instituto de Tecnologia de Massachusetts (MIT) a partir de 1955. Foi naturalizado em 1963 em Pittsburgh.

## Carreira
Suh iniciou sua carreira no MIT in 1970, onde foi professor da cátedra Ralph E. & Eloise F., diretor do Park Center for Complex Systems e chefe do departamento de engenharia mecânica por dez anos, de 1991 a 2001. Foi no MIT diretor fundador do Laboratory for Manufacturing and Productivity (1977–1984), fundador e diretor do Industry Polymer Processing Program (1973–1984), chefe da Divisão de Mecânica e Materiais do Departamento de Engenharia Mecânica (1975-1977) e membro do Conselho de Engenharia (1980–1984 a 1991–2001).
Em outubro de 1984 Suh tirou uma licença para se ausentar do MIT e assumiu uma nomeação presidencial na Fundação Nacional da Ciência (NSF), onde esteve encarregado da engenharia. O presidente Ronald Reagan o nomeou para este cargo e o Senado dos Estados Unidos confirmou sua nomeação. Durante seu mandato na NSF criou uma nova direção para a Diretoria de Engenharia e introduziu uma nova estrutura organizacional do programa de apoio à pesquisa de engenharia, a fim de fortalecer a educação e a pesquisa em engenharia e "para garantir que os Estados Unidos ocupem uma posição de liderança em engenharia no século XXI". Retornou ao MIT em janeiro de 1988.
Suh foi nomeado reitor da KAIST em junho de 2006, e reeleito no cargo em 14 de julho de 2010. É professor emérito da cátedra Ralph E. & Eloise F. do MIT. Como reitor da KAIST forneceu estrutura para dois sistema de grande escala, On-Line Electric Vehicle (OLEV) e Mobile Harbor. Durante seu mandato como reitor proveu mais chances de admissão para estudantes de escolas sem formação específica e introduziu a obrigatoriedade de aulas em inglês para todos os cursos. Também contribuiu para a melhoria dos principais índices educacionais da KAIST em termos de classificação das universidades do planeta.
No entanto, havia a preocupação de que suas políticas, enquanto presidente da KAIST, encorajariam o "darwinismo acadêmico" entre os estudantes, e durante a sua presidência ocorreu uma onda de suicídios na universidade. Quando um aluno da KAIST postou críticas sobre suas políticas em um blog, Suh o processou por difamação.
Suh também foi criticado por decisões de concessão de graus de doutorado honoris causa a algum membros do conselho de curadores da KAIST. De 16 títulos honoris causa concedidos, pelo menos sete foram concedidos a membros antigos e atuais do conselho.

## Formação
- B.S., Engenharia mecânica, 1959, Massachusetts Institute of Technology.
- M.S., Engenharia mecânica, 1961, Massachusetts Institute of Technology.
- Ph.D, Engenharia mecânica, 1964, Carnegie Mellon University.

## Doutorados honorários
- Eng. D. (Hon.), Worcester Polytechnic Institute, Worcester, MA.
- L.H.D. (Hon.), University of Massachusetts-Lowell, Lowell, MA.
- Tekn.Dr. hc, Royal Institute of Technology, Stockholm, Sweden
- D. Eng honoris causa, The University of Queensland, Brisbane, Australia
- Doctor Scientiarum Honoris Causa, the Technion, Israel Institute of Technology, Israel
- Doctor of Science and Technology (Hon), Carnegie Mellon University, Pittsburgh, PA
- Doctor Honoris Causa, Babes-Bolyai University, Cluj-Napoca, Romania
- Doctor Honoris Causa, Universidade Nova de Lisboa, Lisbon, Portugal
- Doctor Honoris Causa, Universitatea Tehnică „Gheorghe Asachi”, Iași, Romania.

## Artigo na wikipédia em coreano
O artigo na wikipédia em coreano sobre Suh foi alvo de vandalismo frequente, ocorrendo uma guerra de edições.